# Oregocerata orcula
Oregocerata orcula är en fjärilsart som beskrevs av Józef Razowski 1988. Oregocerata orcula ingår i släktet Oregocerata och familjen vecklare. Inga underarter finns listade i Catalogue of Life.